# Miloš Urban
Miloš Urban (Sokolov, Checoslovaquia, 4 de octubre de 1967) es un novelista y traductor checo.
Actualmente reside en Praga.

## Biografía
Miloš Urban vivió en Londres (Reino Unido) entre 1975 y 1979. Después de su regreso a Checoslovaquia, finalizó la escuela secundaria en Karlovy Vary y cursó estudios de inglés y noruego en la Facultad de Arte de la Universidad Carolina de Praga.
En 1992 comenzó a trabajar como editor y ha traducido a autores como Julian Barnes e Isaac Bashevis Singer.

## Obra
Las obras posmodernistas de Miloš Urban se caracterizan por el empleo de bromas o chanzas.
Así, su primera novela, Poslední tečka za Rukopisy (1998), fue publicada bajo el seudónimo de Josef Urban y está concebida como un informe documental sobre la búsqueda de los autores de los manuscritos vůr Králové y Zelená Hora, falsificaciones reales sometidas a intenso debate en Bohemia a lo largo del siglo XIX. 
El autor calificó esta novela como neolitfak, «nueva ficción factual».
Por el contrario, su siguiente novela, Las siete iglesias (Sedmikostelí, 1998), está escrita como la historia de un asesinato con la atmósfera de una novela gótica.
La obra supone una interpretación postmoderna de los acontecimientos históricos de la Praga bajomedieval, haciendo una abierta defensa del catolicismo de siglo XIV en contrapartida moral con la decadente civilización actual.
Aclamada por la crítica como una pieza maestra del nuevo goticismo literario, ha sido traducida al alemán, neerlandés, húngaro y ruso, además del español. Su autor fue ensalzado como «el caballero negro de la literatura checa».
Su obra El mago del agua (Hastrman, 2001) fue galardonada con el premio Magnesia Litera en 2002. Comienza como una ficción lírica ambientada en un pueblo de la Bohemia pagana del siglo XIX donde las personas conviven en armonía con la naturaleza; en un salto temporal, la acción se sitúa en el presente, lo que conlleva un radical cambio en el estilo literario, que toma la forma de un feroz panfleto periodístico. La parte final —ambientada en el futuro cercano— supone un nuevo giro estilístico, pasando a un tono idílico y casi pastoral.
Su novela La sombra de la catedral (Stín katedrály, 2003) supuso el regreso del Urban gótico. Al igual que hiciera Víctor Hugo en Nuestra Señora de París, la fascinación de Urban por la catedral convierte a esta última en la protagonista de una narración policíaca. Se puede considerar esta obra como una continuación de Las siete iglesias, completando La lengua de Santini (Santiniho jazyk, 2005) una «trilogía conceptual».
Lord Mord, novela de 2008 traducida al español, inglés, alemán y polaco, está ambientada en la Praga austro-húngara de finales del siglo XIX y refleja la inquietud entre los patriotas checos —cada vez más activos en busca de la independencia—, la población germano parlante —que detenta el poder— y la comunidad judía.
El protagonista es un joven conde al que no le interesa la política y que vive cómodamente de una asignación económica. Sin embargo, a raíz del asesinato de una de sus amantes, se encontrará inmerso en una serie de acontecimientos más amplios que lo arrancarán de su despreocupada existencia.
De 2011 es la obra Boletus arcanus, narración sobre una extraña seta que comienza a crecer en los bosques checos y que tiene la propiedad de cumplir los deseos de aquel que logra encontrarla. Ha sido considerada una novela satírica, formalmente austera pero compleja.
A la publicación de Praga picolla (2012), novela sobre las alegrías y tristezas de la Primera República de Checoslovaquia, siguió Přišla z moře (2014), concebida como una historia de detectives en torno a la búsqueda de la identidad de una joven que una mañana se adentra en el mar; lo que comienza como una simple diversión para los editores de un diario local, se acaba revelando como un thriller de inusitadas dimensiones.

## Obras

### Novela
- Poslední tečka za Rukopisy (bajo el seudónimo de Josef Urban) (1998)
- Las siete iglesias (Sedmikostelí) (1998)
- El mago del agua (Hastrman) (2001) - premio Litera al mejor libro del año en la categoría de prosa
- Paměti poslance parlamentu (2002)
- La sombra de la catedral (Stín katedrály) (2003)
- Michaela (bajo el seudónimo de Max Unterwasser) (2004)
- La lengua de Santini (Santiniho jazyk) (2005)
- Pole a palisáda (2006)
- Lord Mord (2008)
- Boletus arcanus (2011)
- Praga piccola (2012)
- Přišla z moře (2014)
- Urbo kune (2015)

### Relatos
- Mrtvý holky (2007) - conjunto de diez relatos cortos

### Teatro
- Nože a růže aneb topless party (2005)